# 一人有一點顏色
是一部1998年的美國奇幻喜劇片，由加利·羅斯執導、監製和編劇，杜比·麥奎爾、麗絲·韋花絲潘、傑夫·丹尼爾、瓊·愛倫、威廉·梅西、J·T·沃爾什等主演。
電影內容描述一對現代美國的青少年姊弟，在被傳送到一個以1950年代美國為背景的黑白電視連續劇後，將劇中無知的世界及人物逐點變成彩色而充實起來的經過。

## 劇情
斯文羞怯的大衛在現實世界中的社交充滿挫折，沉溺於黑白劇集《歡樂谷》的祥和世界之中，最大的樂趣是與同樣是影迷的好友相互考較劇情。他的龍鳳胎姊妹珍妮佛則是性格叛逆的辣妹，正要發展男女關係。在這個週末，兩人的媽媽出城與男友約會，而已離婚的爸爸拒絕來看小孩。於是兩人將在家渡過週末夜。大衛與朋友約好各自收看整夜播出的歡樂谷馬拉松，但珍妮佛已約了學校最酷的男同學來家一起看電影。兩人相持不下，電視遙控器在兩人爭奪之下摔壞。
此時門鈴響了。應門的珍妮佛以為是約會對象到了，來者卻是自稱電視修理工的老頭。雖然他們並未找人，但電視確實需要修理。老頭也是歡樂谷的影迷，與大衛考較劇情後，發覺大衛比他還更熟悉。他給了大衛一個老式的遙控器，正好合用。「修理工」離開後，兩人又開始爭奪新遙控器，恰與電視上的歡樂谷劇情相合。珍妮佛在爭奪中不小心按到其中的按鈕，於是兩人被傳送進電視裡的《歡樂谷》中。
兩人震驚之餘，發現「修理工」出現在他們所在《歡樂谷》裡的電視中，而且不打算把他們弄回去。三人爭論一陣之後，老頭生氣離開了電視畫面。姊弟二人只好開始以劇中的身份待下去。
兩人很快發現劇中的世界完美而沒有出路。而如果他們不照劇情來，可能會造成扭曲。但珍妮佛仍然任性而為，開始引發連鎖效應，例如劇中原本無關的人物開始有牽連，而黑白玫瑰竟開出紅花。雖然大衛極力阻止，但珍妮佛決意開發所有人的「潛能」，於是越來越多的東西產生了顏色，各人的性格也不再死板。她甚至教導如何享受性的愉悅，於是兩人劇中媽媽的週遭開始冒出顏色，這個沒有火災的世界竟然還有樹還著火了。大衛急忙拉來原本只會救貓的消防隊，還親手教他們滅火，於是成了歡樂谷的英雄。
歡樂谷的劇情開始改變，本來與大衛無關連的啦啦隊員開始親近他，而姊弟倆的知識也開始流進原本只有封面的書本中。於是眾人開始閱讀。因為鎮上的老人看不慣一切的變化，鎮長即邀劇中的爸爸加入委員會。殊不知劇中的媽媽也變成了彩色，只是用化妝品掩蓋。
大衛也開始不照劇情來，借圖書館中的畫本給老闆看，還追求劇中美麗的啦啦隊員。「修理工」出現在電視中，對劇情的改變表示不滿，但被大衛忽略。開始由閱讀中找到樂趣的珍妮佛對自己仍一身黑白表示困惑，因為其他的歡樂谷中人一開始性行為就有了色彩，而她本人就是鎮上性生活最活躍的人。鎮中談情說愛的年輕人多了起來，讓一整處山谷繽紛多彩。
老闆受到啟發，開始畫彩色畫，引來對色彩有渴望的劇中媽媽。她受藝術觸動，落淚而洗掉了一點遮蓋色彩的化妝品。老闆讚嘆其美麗，讓她彰顯了全部色彩。
天上開始下雨，震驚了許多人。鎮長為首的一干老人決心共同維護傳統，但雨後現出彩虹，更多的人變成彩色，連同珍妮佛在內，但大衛仍保持黑白。鎮長召開大會，劇中的媽媽不願以彩色的面目面對眾人，也不想再遮掩。她最後一次為丈夫作了晚餐，離家追尋自己的感情。而大會中的黑白眾人矢言與色彩作區隔。老人們開始對變成彩色的人區別對待。
餐廳老闆將自己所愛彩繪於窗上，受經過的鎮民指指點點。大衛又在電視中看見極為不滿的「修理工」要求他回家以讓歡樂谷回復原狀，但彩色大衛拒絕。劇中的彩色媽媽被崇尚黑白的年輕人圍困騷擾，被恰巧經過的大衛揮拳教訓。一干混混被流出的鮮紅血液驚嚇而逃竄，而大衛也成了彩色。餐廳外，無法忍受色彩的眾人開始破壞彩繪，以及店內的彩色事物與藝術。大衛的彩色女友驚嚇逃竄，幸而撞見大衛。事情愈發不可收拾，眾人開始焚書。珍妮佛為保護心愛的書籍而與男友決裂，也在出逃時遇到自己親弟弟。
彩色的四人走向大衛工作的餐廳，遇到了更多彩色人。他們合力將店裡收拾好。鎮長在大會上通過法律，在開頭的好聽話之後，實質上是禁絕一切的藝術與性，壓制可能的變化，並延伸到教育中。店中的彩色人起了恐慌，但大衛決心反抗。他大放音樂並與老闆一起彩繪了整面牆，於是被捕入獄。他劇中的爸爸來探望他，訴說在劇中媽媽離開後，事情如何一團糟。
鎮長主持審判，依褻瀆建物與違法用色起訴兩人。由於沒有律師，大衛為自己辯護之餘，提醒劇中爸爸對老婆的思念，激勵他流洩自己的情感，於是他也變成彩色，旁聽席上許多黑白人也變成彩色。鎮長試圖維護秩序並壓制眾議，但大衛正面挑戰他的權威，他流露怒氣後變成彩色，在看見自己的模樣後倉皇逃開。於是全鎮都變成彩色，連電視機都有了色彩。
由於在現實世界中上不了大學，珍妮佛決心留下來。手持遙控器的大衛在「修理工」欣慰的表情中由電視回到了現實，他真正的媽媽在約會中提早回家，顯得非常沮喪，大衛極力安慰她。
彩色的歡樂谷與其間的珍妮佛繼續自己的故事。故事中出了一椿新的三角戀情，而當事者自己也不知會如何發展。

## 演員表
- 杜比·麥奎爾 飾 大衛（David）

主角；與1990年代的現實世界格格不入，常沉醉於以1950年代美國為背景的黑白電視連續劇「Pleasantville」中
- 麗絲·韋花絲潘 飾 珍妮花（Jennifer）

大衛的龍鳳胎姊姊；
- 威廉·梅西 飾 George Parker

電視劇中的爸爸
- 瓊·愛倫 飾 Betty Parker.

電視劇中的媽媽，典型的家庭主婦
- 謝夫·丹尼斯 飾 Bill Johnson

電視劇中巴德（大衛）的老闆
- J·T·沃爾什（英语：J. T. Walsh） 飾 Big Bob

鎮長；因此演員在拍完此片後因心臟病發而亡，所以此片為演員最後的一套電影。
- 瑪莉·雪登 飾 Margaret Henderson

大衛在電視劇中的女朋友，啦啦隊隊員
- 唐·諾慈（英语：Don Knotts） 飾 電視修理員
- 珍·卡茲馬瑞克（英语：Jane Kaczmarek） 飾 大衛與珍妮花現實世界中的母親
- 保羅·獲加 飾 Skip Martin
- 朱塞佩·安德魯斯（英语：Giuseppe Andrews） 飾 Howard
- 珍妮·劉易斯（英语：Jenny Lewis）和馬麗莎·里比希（英语：Marissa Ribisi） 飾 Christin和Kimmy
- Kevin Connors和娜塔莉·瑞塞（英语：Natalie Ramsey） 飾 真正的Bud和Mary Sue Parker
- 大衛·湯姆 飾 Whitey
- Dawn Cody、瑪姬·羅森（英语：Maggie Lawson）和安德烈亞·貝克（英语：Andrea Baker） 飾 Betty Jean、Lisa Anne和Peggy Jane

## 反應
著名影評人羅傑·艾伯特給予此片四顆星（最低一星，最高四星），並稱此片為「該年度最佳及最具獨創性的電影之一。」 

### 提名及獲獎
獲獎：
- 土星獎 (1998)
  - 最佳新人（Best Performance by a Younger Actor/Actress） - 杜比·麥奎爾
  - 最佳女配角 - 瓊·愛倫
- 波士頓影評人協會獎 (1998)
  - 最佳男配角 - 威廉·梅西
  - 最佳女配角 - 瓊·愛倫

入圍：
- 第71屆奧斯卡金像獎 (1998)
  - 最佳美術指導獎  - Jeannine Claudia Oppewall and Jay Hart
  - 最佳服裝設計獎 - 茱迪安娜·馬科夫斯基
  - 最佳配樂獎 - 蘭迪·紐曼

## 音樂

### 原聲帶
Track listing

1. "Across the Universe" - Fiona Apple – 5:07
2. "Dream Girl" - Robert & Johnny – 1:57
3. "Be-Bop-A-Lula" - Gene Vincent – 2:36
4. "Lawdy Miss Clawdy" - Larry Williams – 2:11
5. "Sixty Minute Man" - Billy Ward and His Dominoes – 2:28
6. "Take Five" - The Dave Brubeck Quartet – 5:25
7. "At Last" - Etta James – 3:00
8. "(Let Me Be Your) Teddy Bear" - Elvis Presley – 1:47
9. "Rave On!" - Buddy Holly and the Crickets – 1:49
10. "Please Send Me Someone to Love" - Fiona Apple – 4:01
11. "So What" - Miles Davis – 9:04
12. "Suite from Pleasantville" - Randy Newman – 8:11

## 延伸閱讀
- Beuka, Robert A. SuburbiaNation: Reading Suburban Landscape in Twentieth-Century American Fiction and Film. 1st ed. New York: Palgrave Macmillian, 2004. 14-15

## 另見
其餘以將現實世界的人傳送到電視或電影世界中為主題的電影有：
- Stay Tuned，1992年電影
- The Purple Rose of Cairo，1985年電影，謝夫·丹尼爾斯亦是演員
- "The Sixteen-Millimeter Shrine"，1959年電視劇The Twilight Zone其中一集

## 參註
1. ↑  Ebert, Roger. .   [2022-01-22]. （原始内容存档于2016-03-06）. one of the best and most original films of the year

## 外部連結
- 互联网电影数据库（IMDb）上《一人有一點顏色》的资料（英文）
- AllMovie上《一人有一點顏色》的资料（英文）
- 爛番茄上《一人有一點顏色》的資料（英文）
- 麥卡鍚主義與電影 （页面存档备份，存于）
- 罗杰·埃伯特的影評 （页面存档备份，存于）
- Pleasantville at the BFI